# Mojikyō
Mojikyō (jap. 文字鏡) ist eine Gruppe von Software und Schriftarten für erhöhte logographische Wortverarbeitung. Ab Oktober 2002 umfasste es 126.560/142.228 Zeichen (CD-ROM/WWW Version). Unter ihnen sind 101.936/128.573 Zeichen der erweiterten CJK-Familie. Viele Zeichen sind veraltet und deshalb nicht in Unicode enthalten.

## Voraussetzung
Die Mojikyō-Schriften wurden entwickelt, um für eine komplette Sammlung von chinesischen, koreanischen, und japanischen Zeichen zu sorgen. Der Zweck war insbesondere die Kompilierung chinesischen Zeichen wie japanische und koreanische Zeichen. Dies geschah zusätzlich zu einer großen Auswahl von alten Schriften.

## Zusammensetzung
Mojikyō-Schriften kommen in einer Reihe von gepackten Dateien mit etwa 2–5 Megabytes vor und enthalten eine verschiedene Anzahl von Zeichen. Die Zeichen schließen das moderne lateinische Alphabet, das kyrillische Alphabet sowie noch einige (ver)altete Schriften ein.

### Lebende Schriftsysteme
- Chinesische Schrift – Hànzì
- Japanische Schrift – Kanji, Kana (einschließlich Hentaigana)
- Koreanisch – Hanja
- Lateinisches Alphabet mit diakritischen Zeichen
- Kyrillisches Alphabet mit diakritischen Zeichen

### Ausgestorbene Schriftsysteme
- Altchinesisch
  - Orakelknochenschrift: 3.354 Zeichen
  - Siegelschrift: 10.969 Zeichen
- Taiwanesische Kana
- Vietnamesisch – Chữ Nôm
- Sanskrit – Siddhaṃ: 1.875 Zeichen
- Tangutisch: 6,000 Zeichen
- Sui: 145 Zeichen